# Gare de Clères
Gare de Clères vasútállomás Franciaországban, Clères településen.

## Vasútvonalak
Az állomást az alábbi vasútvonalak érintik:
- Malaunay-Le Houlme-Dieppe-vasútvonal

## Kapcsolódó állomások
A vasútállomáshoz az alábbi állomások vannak a legközelebb:
- Gare de Saint-Victor
- Gare de Montville